# Juan Pablo Montes de Oca Avendaño
Juan Pablo Montes de Oca Avendaño (Venustiano Carranza, Chiapas, 20 de diciembre de 1977-Municipio de Salto de Agua, Chiapas, 28 de marzo de 2024) fue un político mexicano, miembro del partido Movimiento Regeneración Nacional (Morena). Fue presidente municipal de Venustiano Carranza, Chiapas y era diputado federal de 2021 hasta su fallecimiento en el cargo en 2024.

## Biografía
Era ingeniero civil egresado de la Universidad Autónoma de Chiapas (UNACH) y tenía un diplomado en Geotecnia Aplicada a las Vías Terrestres. Ejerció su profesión como supervisor de Obras de la empresa Coyatoc Construcciones, S.A de C.V. y de 2000 a 2009 fue gerente de la Constructora Alta Calidad en Construcción S.A. de C.V.
De 2011 a 2012 ocupó la presidencia municipal de Venustiano Carranza de forma provisional, al término del cargo fue nombrado por el gobernador Manuel Velasco Coello como subsecretario de Infraestructura, Carretera e Hidráulica de la Secretaría de Infraestructura del gobierno de Chiapas de 2012 a 2016. En las elecciones estatales de 2018 fue postulado candidato a diputado local por Morena y el Partido del Trabajo por el Distrito 3 local con cabecera en Chiapa de Corzo, resultando elegido a la LXVII Legislatura del Congreso del Estado de Chiapas.
Dejó el cargo para ser candidato de la coalición Juntos Hacemos Historia a diputado federal por el Distrito 10 de Chiapas. Ganó la elección al obtener el 68.62% de los votos, frente al 10.69% de su más cercano competidor, Julián Nazar Morales de la coalición Va por México. Representó al distrito 10 en la LXV Legislatura de 2021 a 2024, donde se integró en el grupo parlamentario del Partido Verde Ecologista de México (PVEM) y siendo secretario de las comisiones de Desarrollo Urbano y Ordenamiento Territorial; y, de Infraestructura; así como integrante de las comisiones de Deporte; de Recursos Hidráulicos, Agua Potable y Saneamiento; y, de la Bicamaral de Concordia y Pacificación del Congreso de la Unión. Se separó del cargo mediante una licencia entre 6 de diciembre de 2023 y el 5 de enero de 2024. Fue nombrado coordinador de Operación Política de la campaña a gobernador de Eduardo Ramírez Aguilar para las elecciones de 2024. 
Falleció el día 28 de marzo de 2024 cuando la avioneta en que viajaba en compañía de su esposa y dos hijos se estrelló en el municipio de Salto de Agua. 